# کیستر (مینه‌سوتا)
کیستر، مینه‌سوتا (به انگلیسی: Kiester, Minnesota) یک شهر در ایالات متحده آمریکا است که در شهرستان فریبلت، مینه‌سوتا واقع شده‌است.

## خصوصیات
کیستر ۱٫۱۴ کیلومترمربع مساحت و ۵۰۱ نفر جمعیت دارد و ۳۸۲ متر بالاتر از سطح دریا واقع شده‌است.